# The Promise Ring
The Promise Ring ist eine 1995 gegründete amerikanische Emoband aus Wisconsin. Die Gruppe gilt als stilbildend für die späten 1990er Jahre in diesem Genre.

## Geschichte

### 1995 bis 2002: Von der Gründung bis zur Auflösung
1995 entschied sich Davey von Bohlen, seine Band Cap’n Jazz, bei der er als Sänger und Gitarrist fungierte, zu verlassen und sich ausschließlich seiner ursprünglich als Nebenprojekt gegründeten Band The Promise Ring zu widmen. Ein Jahr darauf wurde die Formation von dem Independentlabel Jade Tree unter Vertrag genommen, wo in der Folge vier Alben und mehrere EPs erschienen, darunter auch eine Split-EP mit Texas Is the Reason.
1997 verließ Scott Beschta die Band. Er wurde zunächst durch Tim Burton ersetzt.
Bei der ersten Tour mit dem neuen Bassisten überschlug sich der Tourbus. Burton brach sich dabei den Arm und wurde durch Scott Schoenbeck ersetzt, mit dem die Band auch das folgende Album, Very Emergency, einspielte. Anschließend widmeten sich von Bohlen und Didier zunächst einem neuen Nebenprojekt namens Vermont.
Im Jahr 2000 wurde bei von Bohlen ein Hirntumor in relativ weit fortgeschrittenem Stadium entdeckt (angeblich faustgroß). Nach der erfolgreich verlaufenen Operation und der damit verbundenen Pause trennten sich The Promise Ring von Jade Tree. Von Bohlen war 2001 auf dem Jimmy-Eat-World-Album Bleed American zu Gast (auf ihn bezieht sich der Song A Praise Chorus mit den Zeilen „I’m on my feet I’m on the floor I’m good to go. / So come on Davey sing me something that I know.“, in welchem er zudem als Gastsänger auftritt), im Jahr darauf veröffentlichten The Promise Ring noch ein letztes Album beim Epitaph-Sublabel ANTI-Records, das vom The-Smiths-Produzenten Stephen Street aufgenommene wood/water. 2002 löste sich die Band auf.

### 2002 bis 2011: Die Zeit ohne The Promise Ring
Davey von Bohlen und Didier gründeten die Band Maritime (Band), die seit 2004 drei Alben veröffentlichte. Schoenbeck schloss sich Dashboard Confessional an; Gnewikow arbeitet als Grafikdesigner (unter anderem für die Counting Crows, New End Original und Jimmy Eat World).
Scott Beschta veröffentlichte 2005 unter dem Namen Magic Arrows die CD Sweet Heavenly Angel Of Death.

### Wiedervereinigung
Das erste öffentliche Zeichen einer Reunion war im November 2011 ein neuer Twitter-Account, der den Namen der Band trug und mit den Worten „Hello, again...“ eröffnet wurde. Der Account stellte sich als authentisch heraus. Wenig später wurden erste Auftritte angekündigt, und die Band spielte am 24. Februar 2012 in Milwaukee ihr erstes Reunion-Konzert.

## Diskografie

### Alben
- 1996: 30° Everywhere (Jade Tree)
- 1997: The Horse Latitudes (Jade Tree; Zusammenstellung früher Singles)
- 1997: Nothing Feels Good (Jade Tree; produziert von J. Robbins)
- 1999: Very Emergency (Jade Tree; J. Robbins)
- 2002: wood/water (ANTI-; Stephen Street)

### EPs
- 1996: Falsetto Keeps Time (Jade Tree)
- 1998: Boys + Girls (Jade Tree)
- 2000: Electric Pink (Jade Tree)